# Гасанова Гизгаїд Салман кизи
Гизгаїд (Кизгаїт) Салман кизи Гасанова (1924, село Хирмандали Сальянського повіту, тепер Білясуварського району, Азербайджан — 22 серпня 2012, село Хирмандали Білясуварського району, Азербайджан) — азербайджанська радянська діячка, голова колгоспу імені Тельмана Пушкінського (Білясуварського) району Азербайджанської РСР. Член ЦК КП Азербайджану. Депутат Верховної ради Азербайджанської РСР 6—11-го скликань. Депутат Верховної ради СРСР 4—5-го скликань. Герой Соціалістичної Праці (10.03.1948).

## Життєпис
Народилася в селянській родині. З 1934 року працювала колгоспницею, а з 1944 року ланковою в колгоспі імені Ернеста Тельмана села Хирмандали Білясуварського (Пушкінського) району Азербайджанської РСР.
У 1947 році Гизгаїд Гасанова отримала врожай бавовни 91,92 центнера з гектара на площі 4 гектари, що, відповідно до Указу Президії Верховної ради СРСР від 29 березня 1947 року, давало право на присвоєння звання Героя Соціалістичної Праці.
Указом Президії Верховної Ради СРСР від 10 березня 1948 року Гизгаїд Салман кизи Гасановій було присвоєно звання Героя Соціалістичної Праці з врученням ордена Леніна та золотої медалі «Серп і Молот».
Член ВКП(б) з 1948 року.
У 1953—1996 роках — голова колгоспу імені Тельмана село Хирмандали Пушкінського (Білясуварського) району. У 1984 році колгоспу було присвоєно ім'я Гизгаїд Салман кизи Гасанової.
У 1975 році закінчила Сільськогосподарську академію імені Тімірязєва в Москві.
З 1996 року — на пенсії. Здійснювала паломництво в Мешхед, Кербелу та Мекку.
Померла 22 серпня 2012 року в селі Хирмандали Білясуварського району.

## Нагороди
- Герой Соціалістичної Праці (10.03.1948)
- чотири ордени Леніна (10.03.1948; 8.04.1971; 12.12.1973; 10.03.1982)
- орден Жовтневої Революції (27.12.1976)
- орден Трудового Червоного Прапора (30.04.1966)
- орден Дружби народів
- медаль «За трудову доблесть» (7.03.1960)
- медаль «За доблесну працю. В ознаменування 100-річчя з дня народження Володимира Ілліча Леніна» (1970)
- медалі
- Майстер бавовництва Азерюбайджанської РСР